# Poo Pathi
Poo Pathi, Poopathi o Bhoopathi ("Templo de las Flores", en tamil) es uno de los cinco Pancha pathi, los lugares sagrados de peregrinación más importantes del ayyavazhismo. En este lugar, Ayya Vaikundar se unió a Poomadanthai, la diosa de la tierra, y se encarnó para llevar a cabo sus actividades de orden material. Poomadanthai fue la última deidad unificada por Vaikundar en sí mismo, con el simbolismo de la destrucción de Kali en la tierra.
Algunos historiadores cren que aquí hubo antes un templo dedicado a Shiva que posteriormente se convirtió en un pathi, lugar sagrado de peregrinación y de culto) principal de los ayyavazhis.

## Localización
Poo Pathi se encuentra cerca de Naraiyan vilai, a 4 km al este de Eathamozhi, 14 km al oeste de Kanyakumari y 7 km al sur de Nagercoil. También se halla a 7 km al sudoeste de Swamithoppe.
La característica principal del lugar son los laureles, bajo cuya sombra Ayya unificó a Pomandanthai. Se dice que los árboles arrojaron flores sobre la pareja y que por esta razón se le da el nombre de Poo Pathi, ya que poo significa "flores" en tamil.

## Historia
Se dice que Ayya Vaikundar vivió los últimos seis años de su vida en Swamithoppe. Tenía sus propios campos de cultivo e incluso ganado. Por otro lado, una chica llamada Boomadevi, también conocida como Bhoo-madanthai o Poomadanthai, una de las consortes de Visnú y diosa de la tierra, vivía cerca de Eathamozhi, en el lugar donde se establecería más tarde el pathi conocido como Templo de las Flores o Poopathi. Algunos devotos querían que ambos se unieran en matrimonio, pero los parientes de la chica se negaban. Sin embargo, ella no dejaba de cantar alabanzas en honor de Ayya y, por fin, sus parientes le ofrecieron su mano a Vaikundar, y ambos se unieron para siempre. Vaikundar fue enterrado en un lugar cubierto de árboles de laurel, en el que cada año se celebra un festival en su honor.